# Charlotte de Mecklembourg-Strelitz
Titre
Reine consort du Royaume-Uni et de Hanovre
8 septembre 1761 – 17 novembre 1818
(57 ans, 2 mois et 9 jours)
Signature
Sophie-Charlotte de Mecklembourg-Strelitz, née à Mirow le 19 mai 1744 et morte à  Kew le 17 novembre 1818, est reine du Royaume-Uni de 1761 à 1818, en tant qu'épouse de George III (1738-1820).
Elle est la grand-mère de la reine Victoria et l'aïeule de l'actuel roi du Royaume-Uni, Charles III, par sa mère, mais aussi par son père, Philip Mountbatten, duc d’Édimbourg.
Elle est une protectrice des arts, connue de Johann Christian Bach et de Mozart, entre autres. Elle est aussi une botaniste amatrice qui œuvre à la fondation de Kew Gardens. Le genre Strelitzia est d'ailleurs nommé en sa mémoire. George III et la reine Charlotte ont quinze enfants, dont treize atteignent l'âge adulte.

## Biographie

### Jeunesse

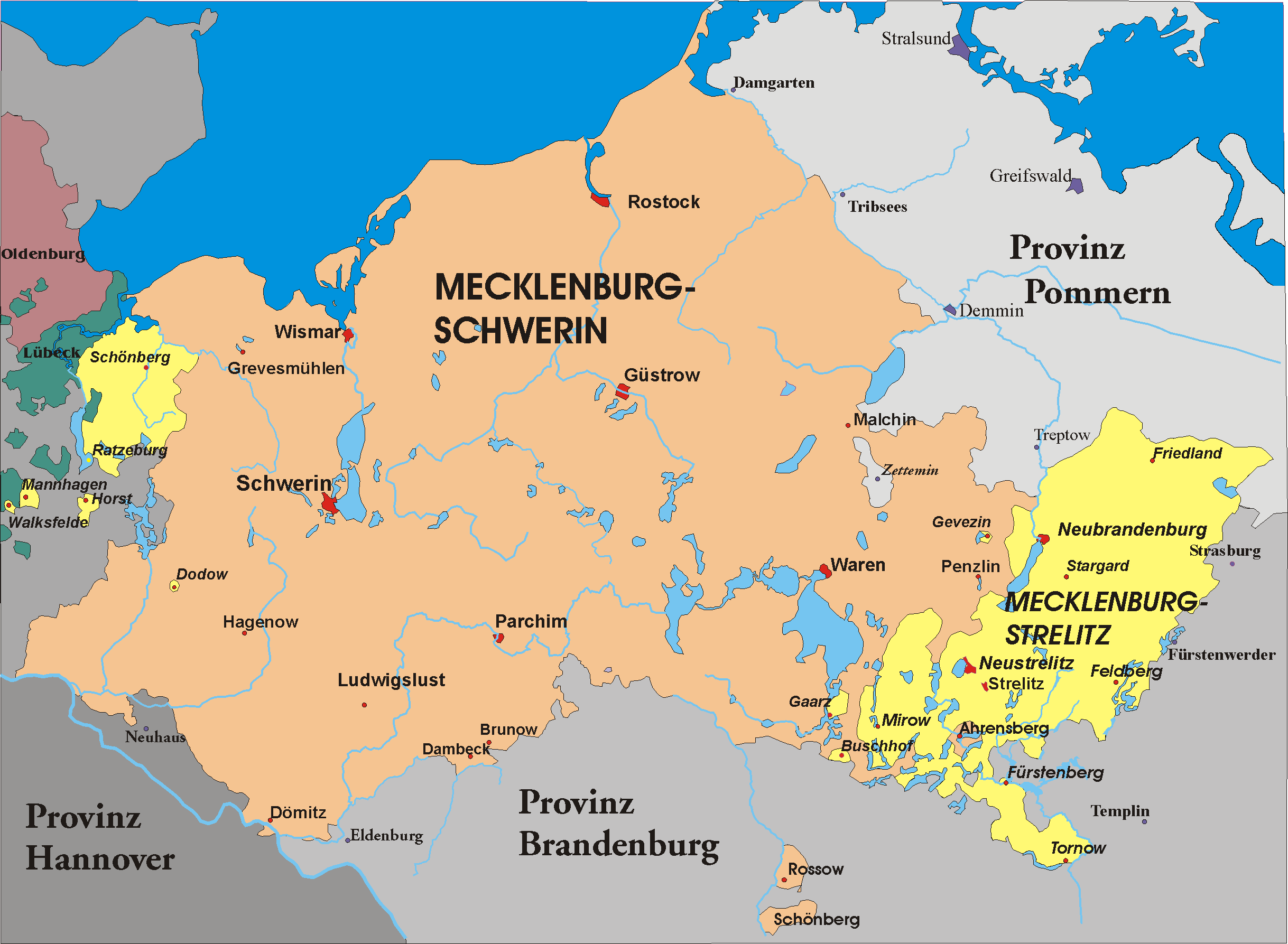
Les deux duchés de Mecklembourg au XVIIIe siècle.

Charlotte était la plus jeune fille du duc Charles Ier de Mecklembourg-Strelitz, prince de Mirow (1707 – 1752) et de la duchesse, née duchesse Élisabeth-Albertine de Saxe-Hildburghausen (1713 – 1761).
Elle était la petite-fille, issue d'un troisième lit, d'Adolphe-Frédéric II de Mecklembourg-Strelitz (1658 – 1708) et de son épouse Christiane Émilie Antoinette, née princesse de Schwarzbourg-Sondernshausen (mars 1681 – 1er novembre 1751). Le demi-frère aîné de son père, Adolphe-Frédéric III, régna de 1708 à 1753.
Pour une femme mariée au souverain de l'un des États les plus puissants de l'époque, son hérédité était moins prestigieuse que d'autres princesses royales. Aucun de ses ancêtres jusqu'à la génération de ses arrière-arrière-arrière-grands-parents n'avaient de rang royal. Bien que ses cinquante-huit aïeux et parents les plus proches aient compté parmi eux quelques princes régnants, on peut observer qu'elle était de sang ducal et princier, plutôt que de sang royal. Seulement deux de ses quinquisaïeux furent rois : Gustave Ier de Suède et Frédéric Ier de Danemark et de Norvège. D'autres monarques royaux se trouvent dans son ascendance plus éloignée.

### Mariage avec George III

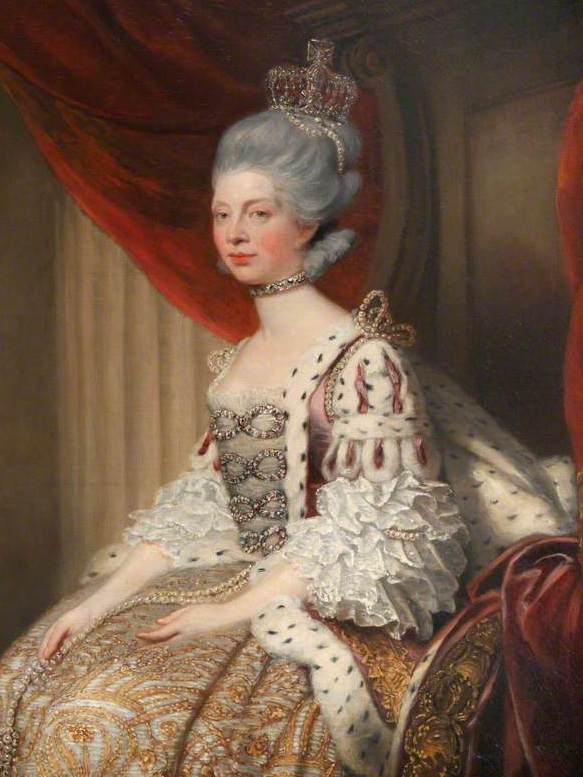
Charlotte – Reine consort du Royaume-Uni et de Hanovre, Portrait par Joshua Reynolds (1779).

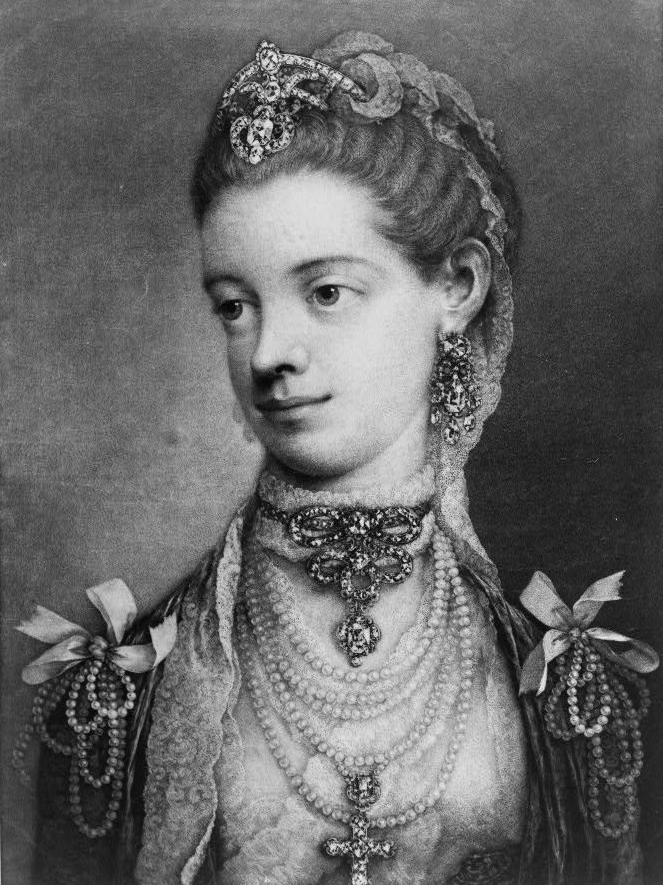
Charlotte de Mecklembourg-Strelitz
Portrait par Thomas Frye (1762).

Le frère de Charlotte, Adolphe-Frédéric IV de Mecklembourg-Strelitz (règne 1752–94), et sa mère négocièrent activement en vue de cette union qu'ils considéraient comme prestigieuse. Charlotte à 16 ans fut choisie pour être l'épouse du jeune roi George, bien qu'elle ne fût pas son premier choix. Il avait déjà courtisé plusieurs jeunes femmes considérées comme peu convenables par sa mère, Augusta de Saxe-Gotha-Altenbourg, et par ses conseillers politiques. La rumeur disait aussi qu'il avait épousé une jeune femme quaker, du nom de Hannah Lightfoot (en), bien que plus tard cela fût considéré comme infondé, les prétendus documents attestant de ce mariage s'avérant être des contrefaçons.
La princesse Charlotte arriva en Angleterre en 1761, et le couple se maria à la Chapelle Royale du palais Saint James, Londres, le 8 septembre de cette année. Peu appréciée de sa belle-mère, elle affronta pendant quelques années son hostilité.
Le mariage de Charlotte fut tout de même heureux, malgré le passé amoureux de son mari et le manque de sympathie de sa belle-mère, la princesse douairière de Galles, et le roi ne lui fut apparemment jamais infidèle. Ils eurent quinze enfants, tous sauf deux — Octavius et Alfred — atteignirent l'âge adulte. Le temps passant, elle bénéficia d'un pouvoir considérable sur le royaume, bien qu'elle n'en abusât jamais.[réf. nécessaire]

### Intérêts et patronage
La reine Charlotte était vivement intéressée par les beaux-arts. Elle aida de ses deniers Johann Christian Bach qui fut son professeur de musique. Mozart, alors âgé de huit ans, lui dédia ses six sonates pour clavecin avec accompagnement de violon KV 10 à KV 15, à sa demande. La reine fonda aussi des orphelinats et un hôpital pour les futures mères.
En 2004, la Galerie de la Reine au Palais de Buckingham accueillit une exposition illustrant le patronage enthousiaste de George et de Charlotte pour les arts. Le couple royal exerça son mécénat avec éclat, contrairement aux premiers monarques hanovriens ; cela tranchait favorablement avec les goûts aventureux du père du roi, Frédéric, prince de Galles. Le ménage royal aimait particulièrement l'ébéniste William Vile (en), l'orfèvre Thomas Heming, le paysagiste Capability Brown, et le peintre allemand Johann Zoffany, qui fit plusieurs portraits du roi, de la reine et de leurs enfants, dans le style anglais, c'est-à-dire libéré des codes du portrait en majesté.

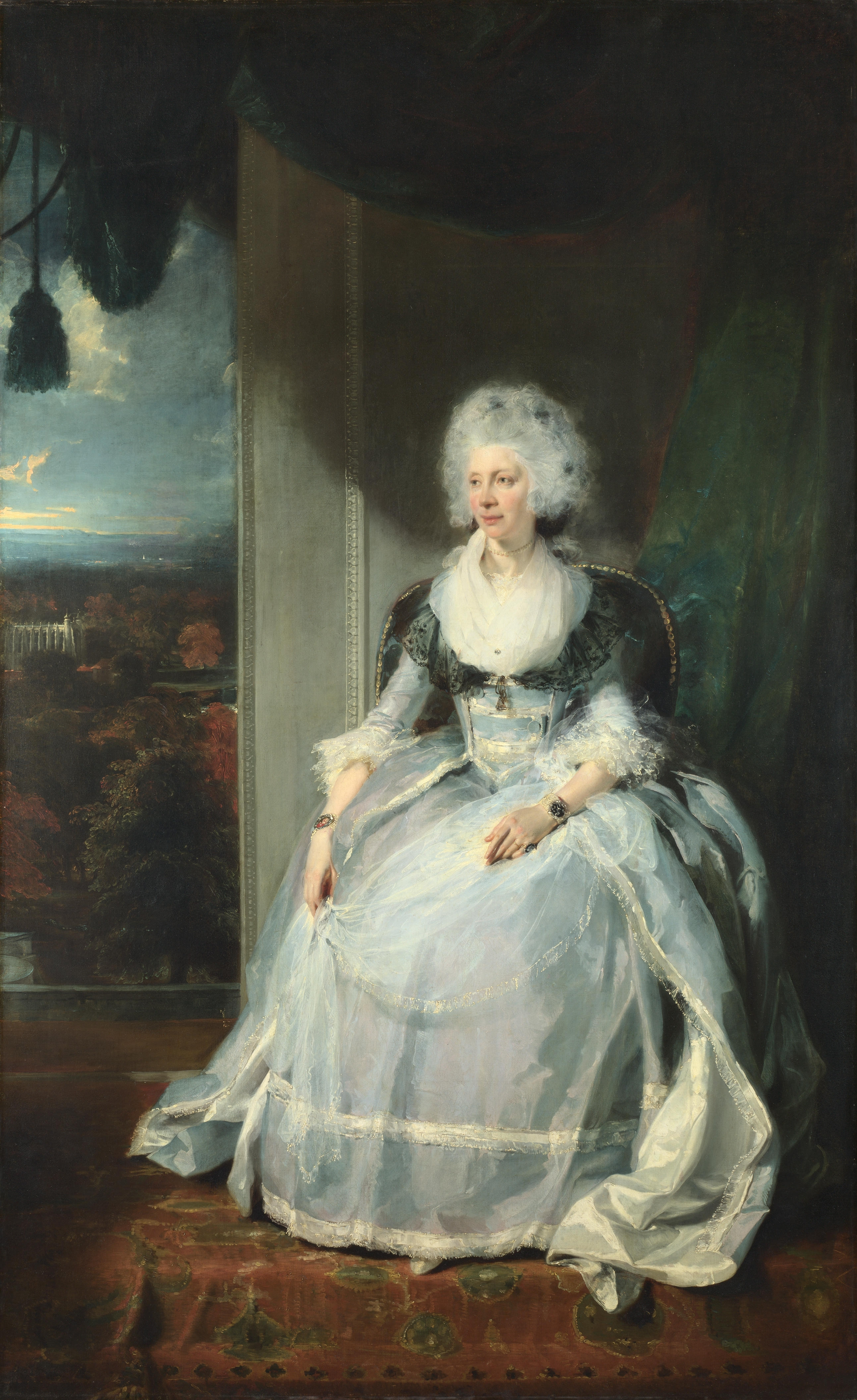
La Reine Charlotte, 1789,
National Gallery.

Thomas Lawrence, au talent précoce, n'a que 20 ans lorsqu'il peint le Portrait de la Reine Charlotte. Mais ce tableau n'a plu ni au roi George ni à la reine Charlotte et n'est pas entré dans la collection royale. Il est resté entre les mains de Lawrence et était dans sa vente d’atelier après sa mort.
La reine était aussi une botaniste qui aida à l'établissement de ce que sont aujourd'hui les Kew Gardens.
L'éducation des femmes avait une grande importance pour la reine, et elle fit en sorte que ses filles soient mieux instruites qu'il n'était d'usage pour les jeunes femmes de l'époque. Sophie-Charlotte de Mecklembourg-Strelitz, est une femme d'esprit, de génie et pleine de qualités. Elle donna ainsi une éducation admirable à ses enfants. Prodige de devoir, de modestie, de piété et vertueuse de religion, elle donne à la cour un exemple de pureté. Elle y éloigne, sans ménagement et avec sévérité, toutes les personnes dont la réputation manque de clarté.
Avant sa mort, elle exprime le souhait de voir se rencontrer deux de ses fils, le prince régent et le duc de Sussex, qui ne s'étaient pas vus depuis plusieurs années.
C'est en son honneur que fut nommé un dessert : la fameuse charlotte.

### Maladie de son mari

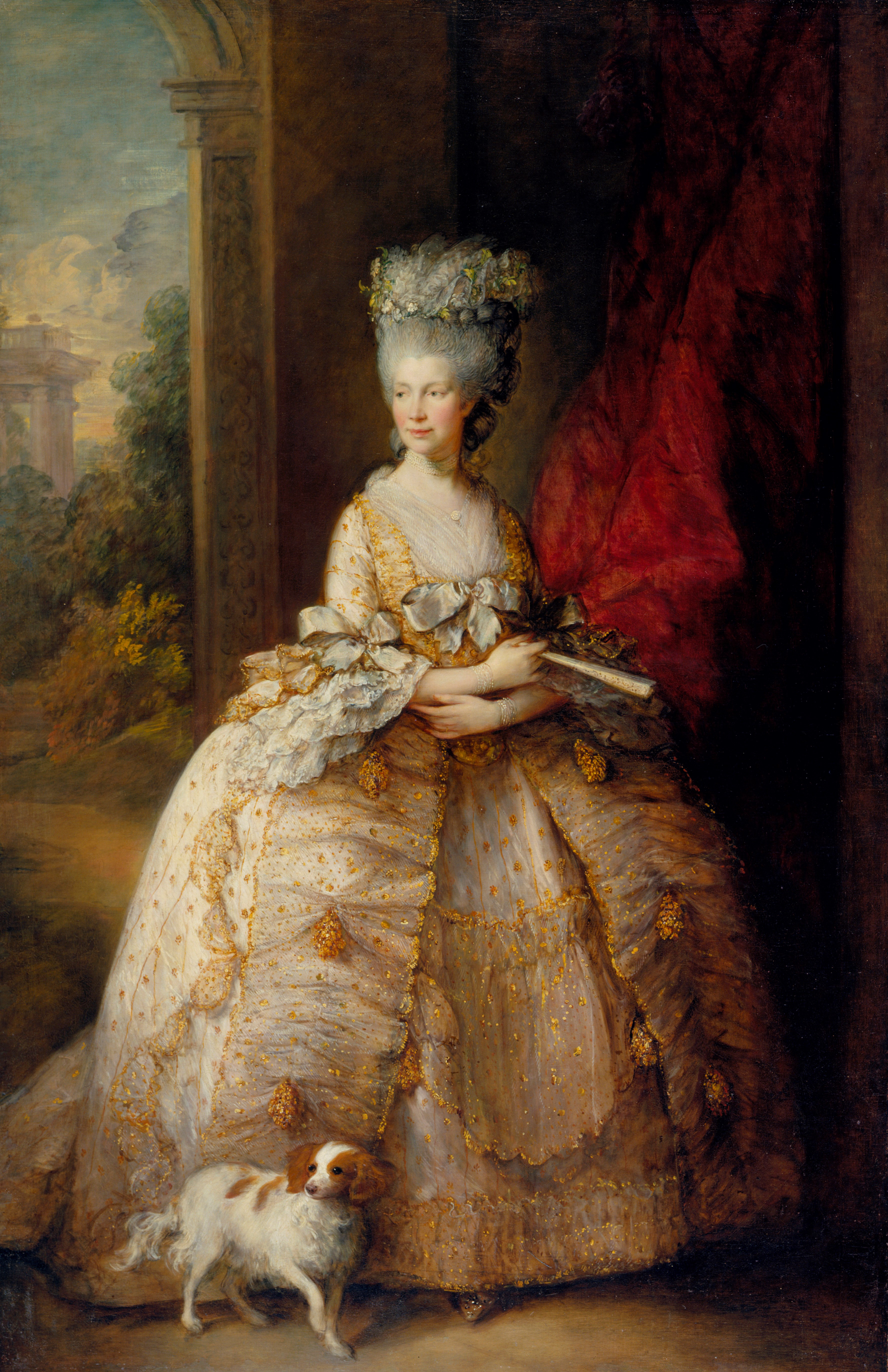
Portrait par Thomas Gainsborough (1781).

Au début de sa maladie, George III fut confié aux soins de sa femme, qui ne pouvait pas elle-même lui rendre visite très souvent, en raison de son comportement erratique et de ses accès de violence. Cependant, Charlotte continua de soutenir son mari alors que sa maladie mentale, que l'on suppose aujourd'hui avoir été une porphyrie, empira avec l'âge. Leur fils aîné fut proclamé régent en 1811.[réf. nécessaire]

### Décès
Charlotte vécut à une époque où le royaume de son mari et la France, sa première rivale, étaient en guerre quasi-permanente, notamment pendant la guerre de Sept Ans (1756-1763) , la guerre d'indépendance des colonies Américaines (1776-1787), la Révolution française (1789-1799) et la période napoléonienne (1799-1815). La nièce de la reine, Louise de Mecklembourg-Strelitz, reine de Prusse, fut l'âme de la résistance allemande face à la France.
En 1815, le Congrès de Vienne qui refondait l'Europe après la chute de Napoléon, éleva les deux duchés au rang de grands-duchés. La reine mourut en 1818 à l'âge de 74 ans en présence de son fils aîné, le prince-régent, qui tenait sa main comme elle s'asseyait dans un fauteuil dans la retraite provinciale de la famille, à Dutch House dans le Surrey (connu maintenant comme Kew Palace). Elle fut enterrée à la chapelle Saint-Georges à Windsor. Son mari mourut deux ans plus tard.

## Descendance
| Nom                           | Naissance         | Décès             | Notes |
| ----------------------------- | ----------------- | ----------------- | --- |
| George IV du Royaume-Uni      | 12 août 1762      | 26 juin 1830      | marié en 1795, à la princesse Caroline de Brunswick ; eurent une fille (la princesse Charlotte de Galles) |
| Frédéric d'York               | 16 août 1763      | 5 janvier 1827    | marié en 1791, à la princesse Frédérique-Charlotte de Prusse ; sans descendance |
| Guillaume IV                  | 21 août 1765      | 20 juin 1837      | marié en 1818, à Adélaïde de Saxe-Meiningen ; pas de descendance survivante |
| Charlotte                     | 29 septembre 1766 | 6 octobre 1828    | mariée en 1797, à Frédéric Ier de Wurtemberg ; sans descendance |
| Édouard-Auguste de Kent       | 2 novembre 1767   | 23 janvier 1820   | marié en 1818, à la princesse Victoire de Saxe-Cobourg-Saalfeld ; eurent une fille (la reine Victoria) |
| Augusta-Sophie                | 8 novembre 1768   | 22 septembre 1840 | jamais mariée, pas de descendance |
| Élisabeth                     | 22 mai 1770       | 10 janvier 1840   | mariée en 1818, à Frédéric VI de Hesse-Hombourg ; sans descendance |
| Ernest-Auguste Ier de Hanovre | 5 juin 1771       | 18 novembre 1851  | marié en 1815, à la princesse Frédérique de Mecklembourg-Strelitz ; eurent une descendance |
| Auguste-Frédéric de Sussex    | 27 janvier 1773   | 21 avril 1843     | (1) marié en contravention du Royal Marriages Act de 1772, à Augusta Murray (en) ; eurent une descendance ; mariage annulé en 1794 (2) marié en 1831, à Cecilia Buggins (plus tard duchesse d'Inverness) ; sans descendance |
| Adolphe de Cambridge          | 24 février 1774   | 8 juillet 1850    | marié en 1818, à la princesse Augusta de Hesse-Cassel ; eurent une descendance |
| Marie de Hanovre              | 25 avril 1776     | 30 avril 1857     | mariée en 1816, au prince William Frederick, duc de Gloucester et Édimbourg ; sans descendance |
| Sophie du Royaume-Uni         | 3 novembre 1777   | 27 mai 1848       | aurait eu un enfant illégitime |
| Prince Octavius               | 23 février 1779   | 3 mai 1783        | |
| Prince Alfred                 | 22 septembre 1780 | 20 août 1782      | |
| Amélie                        | 7 août 1783       | 2 novembre 1810   | jamais mariée, pas de descendance |

## Titres
- 1744–1761 : Son Altesse Sérénissime la duchesse Sophia Charlotte de Mecklenburg-Strelitz
- 1761–1800 : Sa Majesté la reine de Grande-Bretagne et d'Irlande
- 1801–1814 : Sa Majesté la reine du Royaume-Uni
- 1814–1818 : Sa Majesté la reine du Royaume-Uni et de Hanovre

## Maternité de la reine Charlotte
La maternité de la reine Charlotte à Londres perdure depuis 1739, faisant d'elle la plus ancienne maternité du Royaume-Uni. Le fils de la reine Charlotte, le duc du Sussex, la persuada de donner son nom à l'hôpital qui était une institution charitable à l'époque.

## Postérité

### Entités nommés en son honneur
- Vandalia
- Charlotte (Caroline du Nord)
- Comté de Charlotte (Virginie)
- Queensbury (New York)
- Charlotte Place, Sydney, Nouvelle-Galles du Sud
- Charlottesville (Virginie)
- Charlottetown, Île-du-Prince-Édouard, Canada
- Fort Charlotte (en), Kingstown, Saint-Vincent-et-les-Grenadines
- Comté de Mecklenburg (Caroline du Nord)
- Port Charlotte (Floride)
- Queen Charlotte (en) (navire marchand britannique, d'après lequel les îles de la Reine-Charlotte de la Colombie-Britannique furent ainsi nommées)
- HMS Queen Charlotte
- Queen's College, Nouveau-Brunswick, New Jersey (maintenant Université Rutgers)
- Université Queens (en), Charlotte (Caroline du Nord)
- Baie de la Reine-Charlotte, Nouvelle-Zélande
- Queen Charlotte's Maternity Hospital, La plus vieille maternité dans le Royaume-Uni
- Îles de la Reine-Charlotte, Colombie britannique
- Strelitzia reginae, une fleur indigène d'Afrique du Sud

### Dans la culture populaire

#### À la télévision
Dans la série Netflix La Chronique des Bridgerton, la reine Charlotte est interprétée par Golda Rosheuvel. Dans la série La Reine Charlotte : Un chapitre Bridgerton, préquelle de la précédente série, le rôle de la reine Charlotte est interprété par India Amarteifio. La série est réalisée par Shondaland.

#### Au cinéma
Dans le long-métrage La Folie du Roi Georges de Nicholas Hytner, elle est incarnée par l'actrice Helen Mirren.